# あるようでない男
『あるようでない男』（あるようでないおとこ）は、小花美穂の漫画作品。
『りぼんオリジナル』（集英社）1996年4月号に読み切り版（高校生編）が掲載され、その後、『コーラス』2003年1月号と4月号〜6月号にその続編（社会人編）が掲載された。掲載誌が変わったのは、主人公が抱える問題と過去が『りぼん』らしくないと判断されたためである。

## あらすじ
高校生の頃から「○○があるようでない男」と呼ばれてきた工藤雅深。24歳という若さにして、代理ではあるが大手デパートの社長を任されている。ほのぼのとした日常生活に幸せを感じながら過ごしていたが、恵梨と出会ったことで、その日常が少しずつ変わっていく。

## 登場人物

### 高校生編
工藤 雅深（くどう まさみ）
高校3年生。容姿端麗かつ温厚な性格で女子に人気があるが、近寄りがたいと思われているため本人はモテないと思っている。全体的にどこか無気力で、恋人ができても長続きしない。淳・理加と仲が良く、良すぎるが故の妙な噂がたっている。
城所 淳（きどころ じゅん）
雅深の小学校時代からの親友。
市来 理加（いちき りか）
淳の恋人。
山田 さより（やまだ さより）
高校2年生。合コンへの参加を強要されかけていたところを雅深に救われて以来、想いを寄せるようになる。

### 社会人編
工藤 雅深（くどう まさみ）
婚約者のさよりの押しの強さに勝てず、なし崩し的に社長代理という立場にまでなってしまった。社員からは人気があるが、上層部からは良く思われていない。
中学生時代のある出来事がきっかけで、以来EDである。
沢口 恵梨（さわぐち えり）
バーテンダー。雅深のデパートに苦情を言いに行った時、雅深に一目惚れ。
山田 さより（やまだ さより）
雅深の高校時代の後輩で、高校の頃からずっと付き合っている。その押しの強さで雅深を離さなかった。父親が大手デパートグループの社長。父親似で不器量。
中学生の頃、愛犬が野良犬に襲われたことがトラウマとなり、性的なことが一切苦手になる。
山田 魚吉
さよりの父親。病床についている。雅深に全幅の信頼を寄せている。
高井
社長室長。なにかと手厚く雅深の世話をする。
石崎専務
雅深と敵対する腹黒い人物。カバと呼ばれている。

## 書誌情報
- 猫の島（りぼんマスコットコミックス、ISBN 978-4-08-853879-2） - 高校生編のみ収録。
- あるようでない男（クイーンズコミックス、ISBN 978-4-08-865166-8） - 高校生編、社会人編を収録。